# Neoschrammeniella
Neoschrammeniella is een geslacht van sponsdieren uit de klasse van de Demospongiae (gewone sponzen). 

## Soorten
- Neoschrammeniella antarctica Kelly, 2007
- Neoschrammeniella bowerbankii (Johnson, 1863)
- Neoschrammeniella castrum Schlacher-Hoenlinger, Pisera & Hooper, 2005
- Neoschrammeniella fulvodesmus (Lévi & Lévi, 1983)
- Neoschrammeniella moreti (Lévi & Lévi, 1988)
- Neoschrammeniella norfolkii Schlacher-Hoenlinger, Pisera & Hooper, 2005